# الجحاجيح (حبيش)

تعديل مصدري - تعديل

الجحاجيح محلة تابعة لقرية الظهرة، التابعة لعزلة قحزة بمديرية حبيش إحدى مديريات محافظة إب في الجمهورية اليمنية، بلغ تعداد سكانها 42 حسب تعداد اليمن لعام 2004.